# Cuthbert Girdlestone
Cuthbert Morton Girdlestone (17 de septiembre de 1895, en Bovey Tracey, Devon- diciembre de 1975) fue un musicólogo británico y experto literario.  

## Carrera
Se educó en la Universidad de Cambridge y en la Sorbona, y allí ocupó la plaza de profesor de francés en Armstrong College, después de estar en King's College en Newcastle en 1926, cargo que ocupó hasta 1960.  
Sus más célebres publicaciones han sido reeditadas en infinidad de ocasiones, entre ellas es especialmente conocido su estudio sobre los Conciertos para piano de Mozart (1939, publicado originalmente en francés) y sobre la vida y obra de Jean-Philippe Rameau (1957).

## Obras escritas
- Girdlestone, Cuthbert. Mozart et ses concertos pour piano. París, Fischbacher. 1939.
  - Girdlestone, Cuthbert. Mozart and His Piano Concertos. Nueva York: Dover Publications, 1964. "Una reedición íntegra y correcta de la segunda edición (1958) de la obra primeramente publicada en 1948 por Cassell & Company, Ltd., Londres, bajo el título Mozart’s Piano Concertos." Traducción de Mozart et ses concertos pour piano. ISBN 0-486-21271-8 (pbk.) (3ª edición publicad en Londres: Cassell, 1978. ISBN 0-304-30043-8.)
- Girdlestone, Cuthbert. Jean-Philippe Rameau, His Life and Work. Londres: Cassell. 1957. (2ª edición: París: Lettres modernes, 1968, y en inglés: Nueva York: Dover Publications, 1969. ISBN 0-486-21416-8.)
  - Girdlestone, Cuthbert. Jean-Philippe Rameau: sa vie, son œuvre. Desclée de Brouwer, 1983, ©1962. ISBN 2-220-02439-3.
- Girdlestone, Cuthbert. La tragédie en musique, considéré comme genre littéraire. Droz, Geneva. 1972. OCoLC 772775.

- Datos: Q545416